# Nuoto ai campionati mondiali di nuoto 2007 - 200 metri stile libero femminili
La gara di nuoto dei 200 metri stile libero femminili dei campionati mondiali di nuoto 2007 è stata disputata il 27 e 28 marzo presso la Rod Laver Arena di Melbourne.
Accreditate alla partenza 109 atlete.
La competizione è stata vinta dalla nuotatrice francese Laure Manaudou, mentre l'argento e il bronzo sono andati rispettivamente alla tedesca Annika Lurz e all'italiana Federica Pellegrini.

## Podio
| Posizione | Atleta              | Nazionalità |
| --------- | ------------------- | ----------- |
| Oro       | Laure Manaudou      | Francia     |
| Argento   | Annika Lurz         | Germania    |
| Bronzo    | Federica Pellegrini | Italia      |

## Programma
| Data          | Ora   | Turno      |
| ------------- | ----- | ---------- |
| 27 marzo 2007 | 10:52 | Batterie   |
| 27 marzo 2007 | 20:15 | Semifinali |
| 28 marzo 2007 | 19:31 | Finale     |

## Record
Prima della manifestazione il record del mondo e il record dei campionati erano i seguenti.
| Record mondiale       | 1'56"64 | Franziska van Almsick Germania | 3 agosto 2002 Berlino, Germania |
| Record dei campionati | 1'56"78 | Franziska van Almsick Germania | 6 settembre 1994 Roma, Italia   |

Durante l'evento sono stati migliorati i seguenti record:
| Data     | Evento     | Atleta              | Nazione | Tempo   | Record          |
| -------- | ---------- | ------------------- | ------- | ------- | --------------- |
| 27 marzo | Semifinale | Federica Pellegrini | Italia  | 1'56"47 | Record mondiale |
| 28 marzo | Finale     | Laure Manaudou      | Francia | 1'55"52 | Record mondiale |

## Risultati

### Batterie
I migliori 16 tempi accedono alle semifinali
| Pos. | Batteria | Corsia | Atleta                             | Nazionalità                   | Tempo   | Note |
| ---- | -------- | ------ | ---------------------------------- | ----------------------------- | ------- | ---- |
| 1    | 14       | 5      | Laure Manaudou                     | Francia                       | 1:57.66 | Q    |
| 2    | 13       | 5      | Katie Hoff                         | Stati Uniti                   | 1:58.17 | Q    |
| 3    | 13       | 2      | Josefin Lillhage                   | Svezia                        | 1:58.24 | Q    |
| 4    | 14       | 6      | Dana Vollmer                       | Stati Uniti                   | 1:58.26 | Q    |
| 5    | 13       | 4      | Otylia Jędrzejczak                 | Polonia                       | 1:58.57 | Q    |
| 6    | 13       | 3      | Linda Mackenzie                    | Australia                     | 1:58.80 | Q    |
| 7    | 12       | 3      | Federica Pellegrini                | Italia                        | 1:58.83 | Q    |
| 8    | 12       | 4      | Caitlin McClatchey                 | Gran Bretagna                 | 1:59.14 | Q    |
| 9    | 13       | 6      | Meike Freitag                      | Germania                      | 1:59.24 | Q    |
| 10   | 12       | 5      | Bronte Barratt                     | Australia                     | 1:59.26 | Q    |
| 11   | 14       | 4      | Annika Lurz                        | Germania                      | 1:59.42 | Q    |
| 12   | 14       | 3      | Melanie Marshall                   | Gran Bretagna                 | 1:59.59 | Q    |
| 13   | 14       | 2      | Maki Mita                          | Giappone                      | 1:59.72 | Q    |
| 14   | 13       | 8      | Ida Marko-Varga                    | Svezia                        | 1:59.74 | Q    |
| 15   | 13       | 7      | Inge Dekker                        | Paesi Bassi                   | 1:59.91 | Q    |
| 16   | 14       | 1      | Paulina Barzycka                   | Polonia                       | 1:59.94 | Q    |
| 17   | 12       | 2      | Camelia Potec                      | Romania                       | 2:00.05 |      |
| 18   | 14       | 7      | Yang Yu                            | Cina                          | 2:00.10 |      |
| 19   | 14       | 8      | Helen Norfolk                      | Nuova Zelanda                 | 2:00.21 |      |
| 20   | 12       | 6      | Pang Jiaying                       | Cina                          | 2:00.71 |      |
| 21   | 13       | 1      | Aurore Mongel                      | Francia                       | 2:01.23 |      |
| 22   | 12       | 1      | Norie Urabe                        | Giappone                      | 2:01.25 |      |
| 23   | 11       | 4      | Julia Wilkinson                    | Canada                        | 2:01.32 |      |
| 24   | 12       | 7      | Flavia Zoccari                     | Italia                        | 2:01.49 |      |
| 25   | 11       | 2      | Katinka Hosszú                     | Ungheria                      | 2:02.00 |      |
| 26   | 8        | 4      | Melanie Nocher                     | Irlanda                       | 2:02.04 |      |
| 27   | 10       | 5      | Maria Fuster Martinez              | Spagna                        | 2:02.04 |      |
| 28   | 10       | 4      | Julie Hjorth-Hansen                | Danimarca                     | 2:02.17 |      |
| 29   | 11       | 5      | Linda Bank                         | Paesi Bassi                   | 2:02.35 |      |
| 30   | 11       | 7      | Ionela Cozma                       | Romania                       | 2:02.60 |      |
| 31   | 10       | 3      | Keo Ra Lee                         | Corea del Sud                 | 2:02.61 |      |
| 32   | 11       | 1      | Chin Kuei Yang                     | Taipei cinese                 | 2:02.68 |      |
| 33   | 10       | 7      | Micha Jensen                       | Danimarca                     | 2:02.75 |      |
| 34   | 11       | 6      | Hanna-Maria Seppälä                | Finlandia                     | 2:02.81 |      |
| 35   | 12       | 8      | Melania Costa                      | Spagna                        | 2:02.84 |      |
| 36   | 9        | 4      | Wendy Trott                        | Sudafrica                     | 2:03.09 |      |
| 37   | 11       | 8      | Geneviève Saumur                   | Canada                        | 2:03.24 |      |
| 38   | 10       | 8      | Sascha Van Den Branden             | Belgio                        | 2:03.62 |      |
| 39   | 10       | 2      | Melissa Ingram                     | Nuova Zelanda                 | 2:03.80 |      |
| 40   | 9        | 6      | Erin Volcán                        | Venezuela                     | 2:04.00 |      |
| 41   | 9        | 3      | Elina Partoka                      | Estonia                       | 2:04.02 |      |
| 42   | 11       | 3      | Cecilia Biagioli                   | Argentina                     | 2:04.24 |      |
| 43   | 8        | 3      | Maria Albert                       | Estonia                       | 2:04.39 |      |
| 44   | 7        | 3      | Jana Myskova                       | Rep. Ceca                     | 2:04.61 |      |
| 45   | 10       | 6      | Ji Eun Lee                         | Corea del Sud                 | 2:04.74 |      |
| 46   | 9        | 8      | Hang Yu Sze                        | Hong Kong                     | 2:04.95 |      |
| 47   | 9        | 5      | Heysi Villarreal Navarro           | Cuba                          | 2:05.68 |      |
| 48   | 8        | 1      | Maroua Mathlouthi                  | Tunisia                       | 2:05.69 |      |
| 49   | 8        | 2      | Andreína Pinto                     | Venezuela                     | 2:05.94 |      |
| 50   | 10       | 1      | Pin Chieh Nieh                     | Taipei cinese                 | 2:06.29 |      |
| 51   | 9        | 7      | Jiratida Phinyosophon              | Thailandia                    | 2:06.30 |      |
| 52   | 8        | 5      | Anna Stylianou                     | Cipro                         | 2:06.47 |      |
| 53   | 9        | 1      | Ting Wen Quah                      | Singapore                     | 2:06.69 |      |
| 54   | 7        | 7      | Erica Totten                       | Filippine                     | 2:06.76 |      |
| 55   | 9        | 2      | Alexia Pamela Benitez Quijada      | El Salvador                   | 2:06.77 |      |
| 56   | 7        | 4      | Ming Xiu Ong                       | Malaysia                      | 2:07.16 |      |
| 57   | 8        | 8      | Mylene Ong                         | Singapore                     | 2:07.29 |      |
| 58   | 6        | 2      | Kimberly Eeson                     | Zimbabwe                      | 2:07.36 |      |
| 59   | 7        | 8      | Sarah Yasmine Chahed               | Tunisia                       | 2:07.93 |      |
| 60   | 8        | 6      | Nimitta Thaveesupsoonthorn         | Thailandia                    | 2:08.56 |      |
| 61   | 8        | 7      | Raffaella Rodoni Palma             | Cile                          | 2:08.97 |      |
| 62   | 6        | 3      | Maria Alejandra Torres             | Perù                          | 2:09.66 |      |
| 63   | 7        | 6      | Loren Bahamonde                    | Ecuador                       | 2:09.92 |      |
| 64   | 6        | 6      | Maria Gandionco                    | Filippine                     | 2:10.34 |      |
| 65   | 7        | 5      | Nicole Marmol Gilbert              | Ecuador                       | 2:10.46 |      |
| 66   | 4        | 1      | Jutta Thomsen                      | Fær Øer                       | 2:10.81 |      |
| 67   | 4        | 5      | Anna-Liza Mopio-Jane               | Papua Nuova Guinea            | 2:10.87 |      |
| 68   | 7        | 1      | Fiorella Gomez-Sanchez             | Perù                          | 2:11.05 |      |
| 69   | 5        | 4      | Davina Mangion                     | Malta                         | 2:11.22 |      |
| 70   | 6        | 4      | Nancy Suryaatmadja                 | Indonesia                     | 2:11.55 |      |
| 71   | 6        | 8      | Tuesday Watts                      | Grenada                       | 2:12.10 |      |
| 72   | 6        | 1      | Natasha Moodie                     | Giamaica                      | 2:12.26 |      |
| 73   | 3        | 2      | Mona Simonsen                      | Fær Øer                       | 2:12.45 |      |
| 74   | 3        | 5      | Matana Wellman                     | Zambia                        | 2:12.64 |      |
| 75   | 5        | 3      | Sharon Paola Fajardo Sierra        | Honduras                      | 2:12.73 |      |
| 76   | 5        | 1      | Jonay Briedenhann                  | Namibia                       | 2:12.93 |      |
| 77   | 6        | 7      | Noufissa Chbihi                    | Marocco                       | 2:13.44 |      |
| 78   | 6        | 5      | Khadija Ciss                       | Senegal                       | 2:13.50 |      |
| 79   | 7        | 2      | Cai Lin Khoo                       | Malaysia                      | 2:13.63 |      |
| 80   | 5        | 8      | Marianella Quesada Barrantes       | Costa Rica                    | 2:13.64 |      |
| 81   | 3        | 6      | Talisa Pace                        | Malta                         | 2:15.08 |      |
| 82   | 3        | 4      | Marike Meyer                       | Namibia                       | 2:15.47 |      |
| 83   | 4        | 6      | Pooja Raghava Alva                 | India                         | 2:16.22 |      |
| 84   | 5        | 7      | Rachel Ah Koy                      | Figi                          | 2:17.31 |      |
| 85   | 5        | 2      | Marie Laura Meza Peraza            | Costa Rica                    | 2:17.56 |      |
| 86   | 3        | 1      | Shannon Austin                     | Seychelles                    | 2:17.60 |      |
| 87   | 3        | 3      | Nicole Ellsworth                   | Papua Nuova Guinea            | 2:18.20 |      |
| 88   | 4        | 8      | Ngozi Monu                         | Nigeria                       | 2:19.45 |      |
| 89   | 4        | 7      | Hiba Bashouti                      | Giordania                     | 2:19.73 |      |
| 90   | 2        | 2      | Chinyere Pigot                     | Suriname                      | 2:20.28 |      |
| 91   | 4        | 3      | Tojohanitra Andriamanjatoprimamama | Madagascar                    | 2:20.40 |      |
| 92   | 5        | 6      | Kshipra Mahajan                    | India                         | 2:20.65 |      |
| 93   | 5        | 5      | Man Wai Fong                       | Macao                         | 2:20.73 |      |
| 94   | 3        | 7      | Yulduz Kuchkarova                  | Uzbekistan                    | 2:22.11 |      |
| 95   | 2        | 6      | Frances Nagatalevu                 | Finlandia                     | 2:23.07 |      |
| 96   | 3        | 8      | Prisca Rose                        | Mauritius                     | 2:23.36 |      |
| 97   | 2        | 7      | Sarah Elizabeth Johnson            | Isole Marianne Settentrionali | 2:23.42 |      |
| 98   | 4        | 2      | Mirjana Stojanova                  | Macedonia                     | 2:23.86 |      |
| 99   | 2        | 5      | Anouchka Diane Etiennette          | Mauritius                     | 2:24.61 |      |
| 100  | 2        | 4      | Herinantenaina Ravoajanahary       | Madagascar                    | 2:24.64 |      |
| 101  | 2        | 3      | Binta Zahra Diop                   | Senegal                       | 2:26.26 |      |
| 102  | 2        | 1      | Pina Ercolano                      | Kenya                         | 2:27.59 |      |
| 103  | 2        | 8      | Patricia Wellman                   | Zambia                        | 2:28.00 |      |
| 104  | 1        | 4      | Hussain Aminath Rouya              | Maldive                       | 2:33.98 |      |
| 105  | 1        | 5      | Amber Sikosang Yobech              | Palau                         | 2:38.14 |      |
| 106  | 1        | 2      | Maria Gibbons                      | Palau                         | 2:50.04 |      |
| --   | 1        | 3      | Katerina Izmailova                 | Tagikistan                    | DNS     |      |
| --   | 1        | 6      | Ogom Obianugba                     | Nigeria                       | DNS     |      |
| --   | 4        | 4      | Miriam Hatamleh                    | Giordania                     | DSQ     |      |

### Semifinali
I migliori 8 tempi accedono alla finale
| Pos. | Batteria | Corsia | Atleta              | Nazionalità   | Tempo   | Note |
| ---- | -------- | ------ | ------------------- | ------------- | ------- | ---- |
| 1    | 2        | 6      | Federica Pellegrini | Italia        | 1:56.47 | Q    |
| 2    | 2        | 7      | Annika Lurz         | Germania      | 1:56.67 | Q    |
| 3    | 2        | 3      | Otylia Jędrzejczak  | Polonia       | 1:57.19 | Q    |
| 4    | 1        | 4      | Katie Hoff          | Stati Uniti   | 1:57.29 | Q    |
| 5    | 2        | 4      | Laure Manaudou      | Francia       | 1:57.30 | Q    |
| 6    | 2        | 5      | Josefin Lillhage    | Svezia        | 1:57.78 | Q    |
| 7    | 1        | 6      | Caitlin McClatchey  | Gran Bretagna | 1:57.86 | Q    |
| 8    | 1        | 5      | Dana Vollmer        | Stati Uniti   | 1:58.71 | Q    |
| 9    | 2        | 8      | Inge Dekker         | Paesi Bassi   | 1:59.04 |      |
| 10   | 1        | 2      | Bronte Barratt      | Australia     | 1:59.12 |      |
| 11   | 1        | 7      | Melanie Marshall    | Gran Bretagna | 1:59.14 |      |
| 12   | 1        | 3      | Linda Mackenzie     | Australia     | 1:59.25 |      |
| 13   | 1        | 1      | Ida Marko-Varga     | Svezia        | 1:59.56 |      |
| 14   | 2        | 2      | Meike Freitag       | Germania      | 1:59.60 |      |
| 15   | 2        | 1      | Maki Mita           | Giappone      | 2:00.29 |      |
| 16   | 1        | 8      | Paulina Barzycka    | Polonia       | 2:01.35 |      |

### Finale
| Pos. | Corsia | Atleta              | Nazionalità   | Tempo   | Note            |
| ---- | ------ | ------------------- | ------------- | ------- | --------------- |
|      | 2      | Laure Manaudou      | Francia       | 1:55.52 | Record mondiale |
|      | 5      | Annika Lurz         | Germania      | 1:55.68 |                 |
|      | 4      | Federica Pellegrini | Italia        | 1:56.97 |                 |
| 4    | 6      | Katie Hoff          | Stati Uniti   | 1:57.09 |                 |
| 5    | 7      | Josefin Lillhage    | Svezia        | 1:57.90 |                 |
| 6    | 8      | Dana Vollmer        | Stati Uniti   | 1:58.30 |                 |
| 7    | 1      | Caitlin McClatchey  | Gran Bretagna | 1:59.28 |                 |
| 8    | 3      | Otylia Jędrzejczak  | Polonia       | 2:01.53 |                 |

DNS= Non partita

DSQ= Squalificata